# L'onore di Roma
L'onore di Roma è un romanzo storico di Guido Cervo ambientato sul finire del III secolo, pubblicato dalla casa editrice Piemme.
È l'ultimo romanzo della trilogia Il legato romano, preceduto da Il legato romano e da La legione invincibile.

## Trama
Nel 280 d.C., dopo aver mosso guerra ai Camavi, popolazione germanica colpevole di essersi dimostrata troppo fedele all'imperatore, l'ambizioso governatore Bonoso, fomentando rivolte nelle campagne e stringendo alleanze con alcune tribù barbare con la collaborazione di Proculo, decide di tradire Roma e di costituire in Gallia un regno personale. In un vorticoso giro di amicizie, alleanze e odi implacabili, spetterà ancora una volta a Valerio Metronio e alla XXII legione reprimere la ribellione e allo stesso tempo tenere alto l'onore di Roma.

## Edizioni
- Guido Cervo, L'onore di Roma, Edizioni Piemme, 2008,  p. 571, ISBN 978-88-384-7339-5.